# Get Animal 1
Get Animal 1 è il quarto album di Adam Bomb, uscito nel 1999 per l'etichetta SPV GmbH.

## Tracce
1. I'm On It
2. Swingin' On a Star
3. Bought The Farm
4. Hey Hey Nothin'
5. Might Makes Right
6. Miracle
7. Shake The Earth
8. Shotgun Saturday Night
9. Crash Boom Bam
10. SST
11. Countdown
12. Leader Of The Gang Bloodbath

## Formazione
- Adam Bomb - voce, chitarra
- Consi Spice - batteria, cori
- Dennis Marcotte - basso